# Liste des conseillers nationaux du canton de Fribourg
Cette page liste les représentants du canton de Fribourg au Conseil national depuis la création de l'État fédéral en 1848.

## Abréviations des partis
- PCS : Parti chrétien-social
- PCP : Parti conservateur populaire
- PDC : Parti démocrate-chrétien
- PLR : Parti libéral-radical
- PAI : Parti des paysans, artisans et indépendants
- PRD : Parti radical-démocratique
- PSS : Parti socialiste suisse
- UDC : Union démocratique du centre
- PES : Les Verts

Autres tendances et mouvements politiques :
- CL : Centre libéral
- CC : Conservatisme catholique
- GL : Gauche libérale

## Liste
| Nom                               | Parti                               | Mandat                   | Né   | Mort |
| --------------------------------- | ----------------------------------- | ------------------------ | ---- | ---- |
| Joseph Ackermann                  | PCS                                 | 1947–1951                | 1901 | 1987 |
| Max Aebischer                     | PCP                                 | 1951–1971                | 1914 | 2009 |
| Paul Aeby                         | CC                                  | 1881 1883–1898           | 1841 | 1898 |
| Pierre Aeby                       | PCP                                 | 1931–1947                | 1884 | 1957 |
| Gerhard Andrey                    | PES                                 | 2019–                    | 1976 |      |
| François-Xavier Badoud            | CL                                  | 1848–1851                | 1792 | 1852 |
| Louis Barras                      | PCP/PDC                             | 1963–1983                | 1917 | 2001 |
| Peter Benninger                   | PCP                                 | 1928–1937                | 1879 | 1937 |
| Edmond Blanc                      | PRD                                 | 1948–1951                | 1908 | 1995 |
| François-Xavier Bondallaz         | CL                                  | 1854–1863                | 1802 | 1870 |
| Paul Bondallaz                    | PCP                                 | 1943                     | 1886 | 1955 |
| Franz Boschung                    | PCP                                 | 1916–1935                | 1868 | 1938 |
| Aloys Bossy                       | CC                                  | 1898–1907                | 1844 | 1913 |
| Jacques Bourgeois                 | PRD/PLR                             | 2007–                    | 1958 |      |
| Jean Bourgknecht                  | PCP                                 | 1951–1955                | 1902 | 1964 |
| Cyrill Brügger                    | PSS                                 | 1987–1995                | 1938 | 2025 |
| Christine Bulliard-Marbach        | PDC                                 | 2011–                    | 1959 |      |
| Dominique de Buman                | PDC                                 | 2003–2019                | 1956 |      |
| Jean-François-Marcellin Bussard   | GL                                  | 1851–1853                | 1800 | 1853 |
| Laurent Butty                     | PCP/PDC                             | 1971–1987                | 1925 | 1990 |
| Alexandre-François-Louis Cailler  | PRD                                 | 1911–1935                | 1866 | 1936 |
| Laurent Chaney                    | CC                                  | 1863–1883                | 1833 | 1883 |
| Liliane Chappuis                  | PSS                                 | 1999–2007                | 1955 | 2007 |
| Hubert Charles                    | CC                                  | 1852–1863                | 1793 | 1882 |
| Charles Chassot                   | PCP                                 | 1932–1935 1937–1943 1947 | 1885 | 1970 |
| Robert Colliard                   | PAI                                 | 1939–1943 1951–1960      | 1887 | 1971 |
| Joseph Cottet                     | UDC                                 | 1983–1987                | 1923 | 2019 |
| Georges Cressier                  | CC (jusqu'en 1887) CL (depuis 1887) | 1884–1888                | 1815 | 1888 |
| Elisabeth Déglise                 | PDC                                 | 1987–1991                | 1931 | 1999 |
| Louis de Diesbach                 | CL                                  | 1893–1896 1900–1911      | 1843 | 1921 |
| Max de Diesbach                   | CC/PCP                              | 1907–1916                | 1851 | 1916 |
| Joseph Deiss                      | PDC                                 | 1991–1999                | 1946 |      |
| Joseph Delaterna                  | PCP                                 | 1931–1935                | 1865 | 1942 |
| Eugène Deschenaux                 | CC/PCP                              | 1911–1919                | 1874 | 1940 |
| Constant Dinichert                | GL/PRD                              | 1893–1911                | 1832 | 1916 |
| Armand Droz                       | PRD                                 | 1947–1951                | 1903 | 1976 |
| Rose-Marie Ducrot                 | PDC                                 | 1995–1999                | 1937 |      |
| Johann Anton Engelhard            | CL                                  | 1860–1863                | 1821 | 1870 |
| Johann Friedrich Ludwig Engelhard | CL                                  | 1854–1860                | 1783 | 1862 |
| Hugo Fasel                        | PCS                                 | 1991–2008                | 1955 |      |
| Jean Folly                        | GL                                  | 1848–1851                | 1810 | 1854 |
| Pierre-Théodule Fracheboud        | CC                                  | 1863–1872                | 1809 | 1879 |
| Henri Gendre                      | PCP                                 | 1954–1959                | 1900 | 1981 |
| Oscar Genoud                      | PCP                                 | 1918–1925                | 1878 | 1927 |
| Paul Genoud                       | PRD                                 | 1963–1966                | 1916 | 1992 |
| Gérard Glasson                    | PRD                                 | 1966–1975                | 1918 | 1982 |
| James Glasson                     | PRD                                 | 1935–1943                | 1878 | 1952 |
| Jean-Paul Glasson                 | PRD                                 | 1999–2007                | 1949 |      |
| Nicolas Glasson                   | GL                                  | 1848–1854                | 1817 | 1864 |
| Pierre Glasson                    | PRD                                 | 1947–1948 1951–1971      | 1907 | 1991 |
| Alexis Gobet                      | PDC                                 | 1991–1995                | 1943 |      |
| Vincent Gottofrey                 | CC                                  | 1898–1906                | 1862 | 1919 |
| Eugène Grand                      | CC/PCP                              | 1902–1928 1930–1935      | 1870 | 1937 |
| Louis Grand                       | CC                                  | 1872–1902                | 1843 | 1909 |
| Émile Gross                       | PRD                                 | 1926–1931                | 1872 | 1964 |
| Jakob Gutknecht junior            | PRD                                 | 1935–1947                | 1889 | 1956 |
| Jakob Gutknecht senior            | PRD                                 | 1922–1926                | 1921 | 1999 |
| Franz Hayoz                       | PCP/PDC                             | 1963–1975                | 1921 | 2003 |
| Fritz Herren                      | PCP                                 | 1949–1963                | 1899 | 1971 |
| Eduard Huber                      | GL                                  | 1881–1884                | 1818 | 1893 |
| Joseph Jaquet                     | CC                                  | 1872–1884                | 1822 | 1900 |
| Erwin Jutzet                      | PSS                                 | 1995–2007                | 1951 |      |
| Gabriel Kolly                     | PAI                                 | 1960–1963                | 1905 | 1974 |
| Hubert Lauper                     | PDC                                 | 1995–2003                | 1944 |      |
| Christian Levrat                  | PSS                                 | 2003–2012                | 1970 |      |
| Hermann Liechti                   | PRD                                 | 1911–1919                | 1850 | 1921 |
| Louis-Auguste Marmier             | GL                                  | 1881–1884                | 1841 | 1894 |
| Christophe Joachim Marro          | GL                                  | 1848–1851                | 1800 | 1878 |
| René Mauroux                      | PSS                                 | 1943–1951                | 1912 | 1984 |
| Jakob Meyer                       | PCP                                 | 1944–1947                | 1880 | 1948 |
| Thérèse Meyer-Kaelin              | PDC                                 | 1999–2011                | 1948 |      |
| Paul Morard                       | PCP                                 | 1919–1930                | 1879 | 1930 |
| Félicien Morel                    | PSS                                 | 1975–1983                | 1935 |      |
| Franz Müller                      | PCP                                 | 1935–1943                | 1885 | 1968 |
| Jean-Marie Musy                   | PCP                                 | 1914–1919 1935–1939      | 1876 | 1953 |
| Constant Overney                  | PCP                                 | 1955–1963                | 1901 | 1996 |
| Pierre-André Page                 | UDC                                 | 2015-                    | 1960 |      |
| Albert Pasquier                   | PCP                                 | 1943–1951                | 1892 | 1976 |
| Ernest Perrier                    | PCP                                 | 1919–1932                | 1881 | 1958 |
| Eusèbe Philipona                  | PCP                                 | 1943–1948                | 1901 | 1951 |
| Jean-Nicolas Philipona            | PRD                                 | 1987–1999                | 1943 | 2018 |
| Valérie Piller Carrard            | PSS                                 | 2011–                    | 1978 |      |
| Léon Pittet                       | GL                                  | 1851–1854                | 1806 | 1858 |
| Henri-Benjamin Presset            | GL                                  | 1851–1854                | 1824 | 1859 |
| Samuel Presset                    | CC                                  | 1863–1866                | 1810 | 1866 |
| Georges Python                    | CC                                  | 1884–1893                | 1856 | 1927 |
| Maxime Quartenoud                 | PCP                                 | 1935–1947                | 1897 | 1956 |
| Jacques-Joseph Remy               | GL                                  | 1848–1851                | 1811 | 1859 |
| Jean Riesen                       | PSS                                 | 1967–1987                | 1920 | 1987 |
| Jean-François Rime                | UDC                                 | 2003–2019                | 1950 |      |
| Pierre Rime                       | PRD                                 | 1983–1987                | 1923 | 1994 |
| Bernard Rohrbasser                | UDC                                 | 1987–1995                | 1946 |      |
| Marie-France Roth Pasquier        | PDC                                 | 2019–                    | 1968 |      |
| Laurent Ruffieux                  | PAI                                 | 1943                     | 1908 | 1996 |
| Jean Savary                       | PDC                                 | 1983–1991                | 1930 | 2013 |
| Henri-Gaspard de Schaller         | CC                                  | 1896–1900                | 1828 | 1900 |
| Julien Schaller                   | GL                                  | 1851–1852                | 1807 | 1871 |
| Ursula Schneider Schüttel         | PSS                                 | 2012–2015 2017-          | 1961 |      |
| Liselotte Spreng                  | PRD                                 | 1971–1983                | 1912 | 1992 |
| Jean-François Steiert             | PSS                                 | 2007–2017                | 1961 |      |
| Friedrich Abraham Stock           | GL                                  | 1889–1893                | 1845 | 1895 |
| Charles Strebel                   | PSS                                 | 1951–1967                | 1903 | 1968 |
| Arthur Techtermann                | CC                                  | 1875–1881                | 1841 | 1909 |
| Alphonse Théraulaz                | CC/PCP                              | 1884–1914                | 1840 | 1921 |
| Fernand Torche                    | PCP                                 | 1919–1922 1925–1931      | 1866 | 1937 |
| Paul Torche                       | PCP                                 | 1947–1954                | 1912 | 1990 |
| Karl Vissaula                     | GL                                  | 1872–1875                | 1823 | 1875 |
| Alfred Vonderweid                 | CC                                  | 1854–1872                | 1804 | 1881 |
| Louis de Weck                     | CC                                  | 1866–1880                | 1823 | 1880 |
| Marie-Thérèse Weber-Gobet         | PCS                                 | 2008–2011                | 1957 |      |
| Charles de Wuilleret              | CC/PCP                              | 1907–1918                | 1853 | 1918 |
| Louis de Wuilleret                | CC                                  | 1853–1898                | 1815 | 1898 |
| Paul Zbinden                      | PDC                                 | 1975–1991                | 1938 |      |

## Sources
- (de) Cet article est partiellement ou en totalité issu de l’article de Wikipédia en allemand intitulé « Liste der Nationalräte des Kantons Freiburg » (voir la liste des auteurs).
- « Banque de données recensant les membres des conseils depuis 1848 », Parlement suisse